# Costières
Pour l’article ayant un titre homophone, voir Costière (homonymie).
Pour le vin français d'appellation d'origine contrôlée, voir Costières-de-nîmes.
Les Costières, de l'occitan coustiera, sont une région naturelle française située dans le département du Gard.
Ce plateau domine Nîmes au sud et sépare cette dernière de la Camargue. D'est en ouest, il s'étire sur une distance de 40 kilomètres environ, entre les communes de Beaucaire et de Vauvert. Son altitude moyenne est comprise entre 80 et 100 mètres, avec pour point culminant le puech de Dardaillon à Générac (146 m).

## Géographie

### Situation
Depuis la mer Méditerranée, les Costières constituent la première forme de relief rencontrée dans le département du Gard. Seule la Petite Camargue, région naturelle au relief tout à fait plat, sépare ces deux entités géographiques. De fait, les hauteurs toutes relatives du plateau des Costières permettent à l'œil nu un large panorama sur la région alentour : au nord, l'agglomération nîmoise surplombe la plaine agricole de la Vistrenque. L'horizon laisse entrevoir les massifs des Cévennes et des Préalpes. Au sud s'étendent la plaine camarguaise et le littoral. Le mont Ventoux et le pic Saint-Loup, situés respectivement dans les départements du Vaucluse et de l'Hérault, constituent pour leur part deux repères géographiques majeurs à l'est et à l'ouest.

### Communes concernées
Quelques-unes des 24 communes des Costières :
- Nîmes
- Aubord
- Beaucaire
- Beauvoisin
- Bellegarde
- Bouillargues
- Caissargues
- Garons
- Générac
- Jonquières-Saint-Vincent
- Manduel
- Redessan
- Rodilhan
- Saint-Gilles
- Vauvert

### Géologie
La région des Costières est constituée d’un terrain du Tertiaire supérieur - Pliocène - formé de sables, de galets passant souvent au poudingue (appelé localement taparas), et de marnes généralement bleuâtres. Cette dernière formation est elle-même recouverte, sur une assez grande partie par des galets provenant de débâcles glaciaires, soit avec une origine rhodanienne, soit avec une origine durancienne. Ces galets, appelés localement gress lorsqu'ils sont libres ou taparas lorsqu'ils sont cimentés entre eux, caractérisent le plateau des Costières.
On trouve également dans ces sols un lit d'argile rouge appelé localement gapan, parfois situé en surface mais le plus souvent en profondeur.

## Milieu naturel

### Flore
La végétation naturelle rencontrée en Costières s'apparente à celle des garrigues : pin parasol, chêne vert, chêne kermès, amandier, genêt, genevrier cade, ciste, thym... De vastes zones boisées recouvrent notamment les puechs des communes de Générac, Beauvoisin et Vauvert.

### Faune
La faune des Costières est quant à elle adaptée à un milieu naturel souvent sec, soumis à une forte chaleur estivale et parsemé d'une végétation de type maquis.

## Toponymie
Le pluriel est le plus souvent employé pour désigner ce terroir, mais le débat est encore ouvert. Une quête d'identité singulière a notamment été menée dans le journal local L'Air des Costières. Notons cependant que d'un point de vue géologique il s'agit bien du terme de Costière qui est utilisé tout comme en géographie ancienne ; le pluriel paraît être une forme relativement moderne mais non dénuée de sens, car reflétant de façon pertinente la diversité des sols rencontrés dans cette région (galets, argile, terrains sablonneux...)

## Activité économique

### Viticulture
Les vins des Costières de Nîmes n’ont intégré le rang de vin AOC qu’en 1986. Toutefois ces vins étaient réputés dès le Moyen Âge. L'un de leurs secrets de fabrique est le sol caillouteux sur lequel pousse cette vigne.
Difficile de ne pas se tromper, mais cette appellation appartient bien au vignoble de la Vallée du Rhône et non pas à la région Languedoc. Elle produit principalement des vins rouges mais la demande en rosé ne cesse d’augmenter.

## Galerie de photos

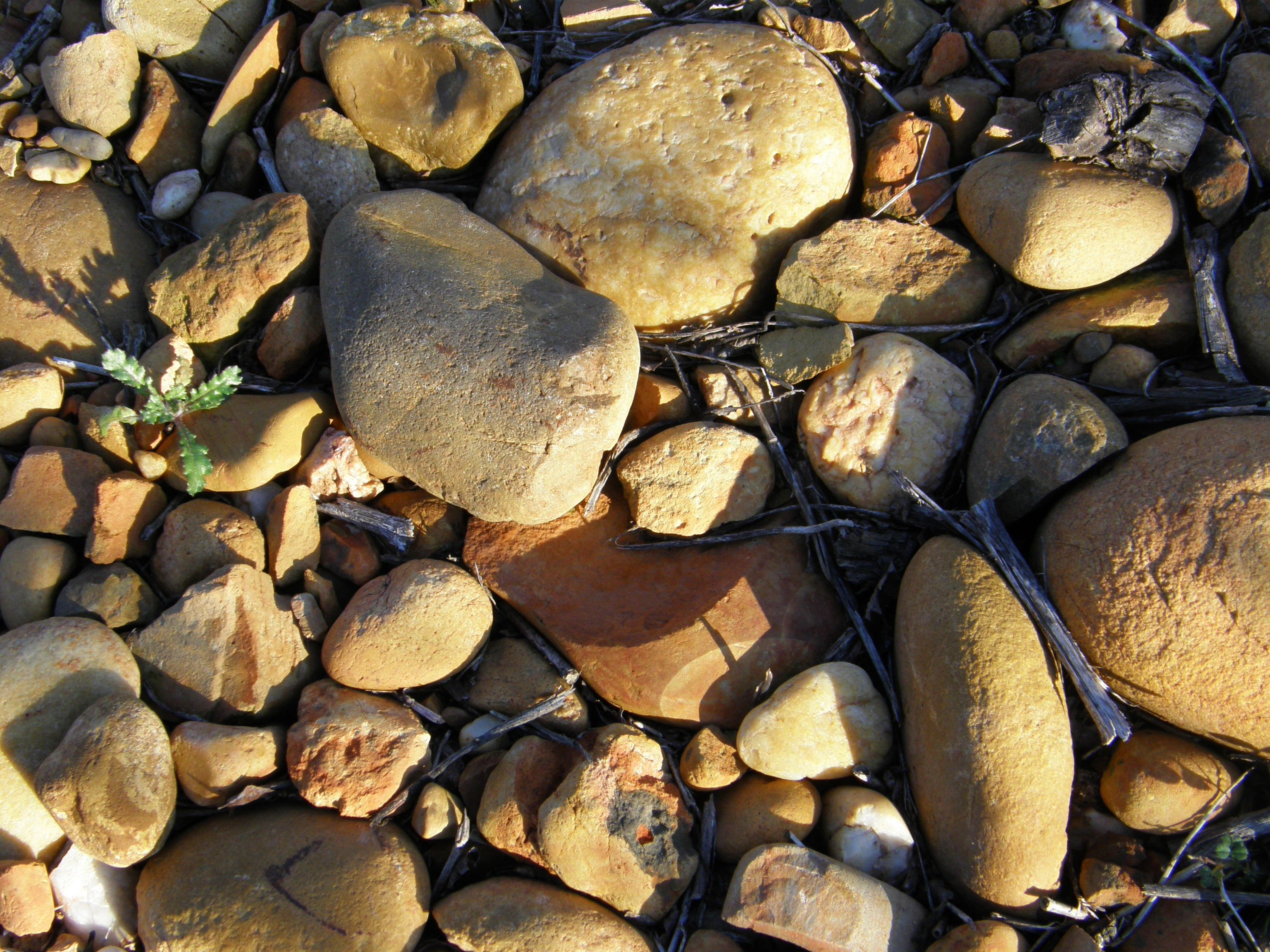
Galets des Costières
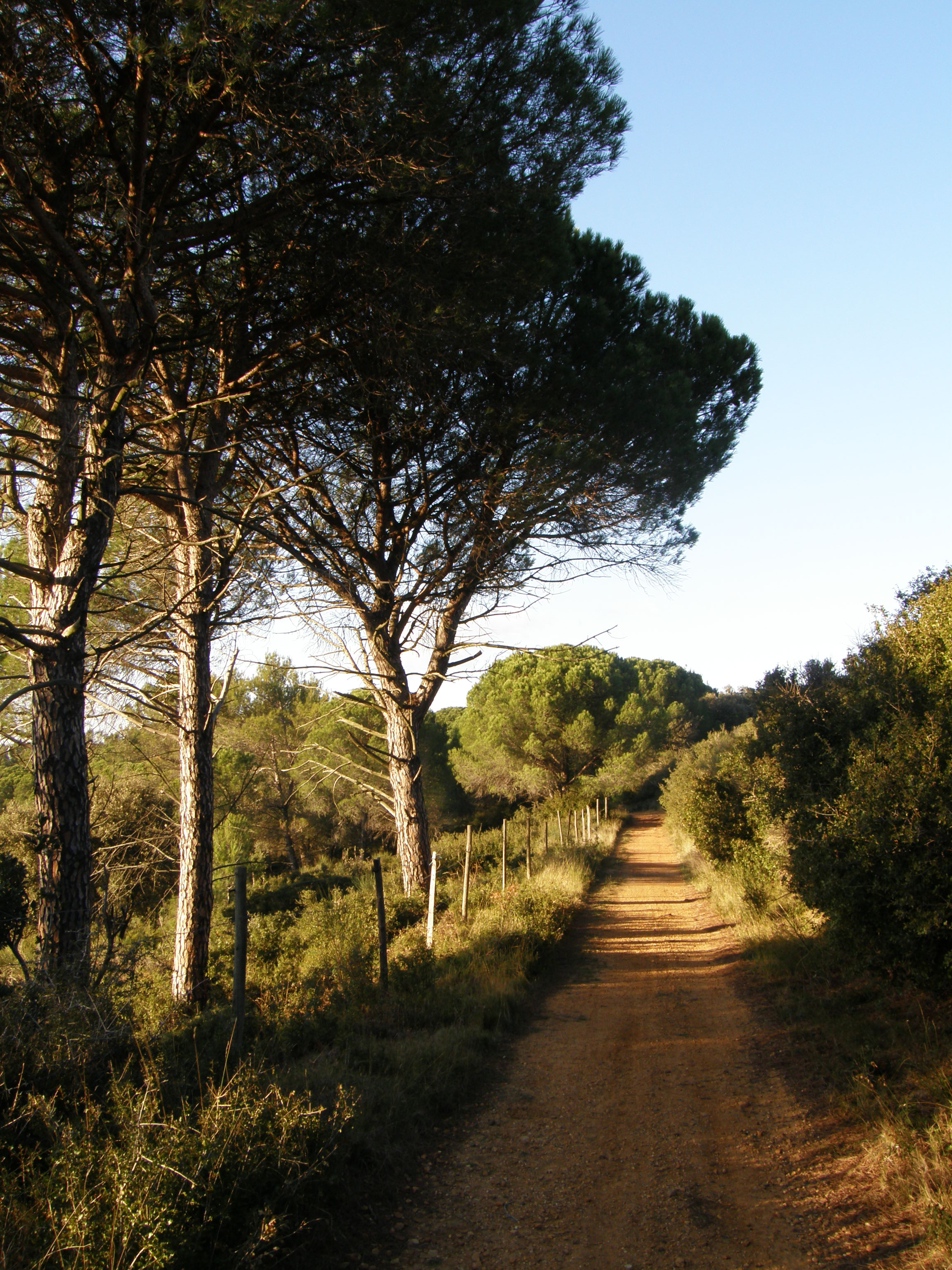
Végétation des Costières

### Autre usage toponymique
« Les Costières » est aussi le nom d'un quartier situé au sud de Nîmes. Quartier récent en pleine expansion, il est situé le long de la rocade sud et autour du principal stade de Nîmes, le Stade des Costières.